# I’ll Be Your Everything
I’ll Be Your Everything ist ein Lied von Tommy Page aus dem Jahr 1990, das von ihm, Danny Wood und Jordan Knight geschrieben wurde. Es erschien auf dem Album Paintings in My Mind und wurde von letzterem, Donnie Wahlberg und Michael Jonzun produziert.

## Geschichte
Als Page mit den New Kids on the Block auf Tournee ging, setzte sich dieser in einem Hotel an einem Klavier und spielte darauf. Jordan Knight gesellte sich zu, beide spielten nun auf dem Klavier und Knight legte den Titel „I’ll Be Your Everything“ (deutsch: Ich werde dein alles sein) und auch einen Vers vor, mit der Sicherheit, dass Page damit einen Anstoß zu einem Hit hat. Beide holten sich auch Danny Wood ins Boot zur Vollendung des Songs. Page fragte alle Beteiligten auch, ob er den Song als Single veröffentlichen und für sein künftiges Album aufnehmen dürfte und bekam grünes Licht. Alle Bandmitglieder beteiligten sich sogar auch an der Produktion des Albums und steuerten ein paar Songs zu.
Die Veröffentlichung war am 14. Februar 1990, in den Vereinigten Staaten wurde es Pages einziger Nummer-eins-Hit und One-Hit-Wonder. Von der Recording Industry Association of America erhielt er dafür die Goldene Schallplatte.

## Chartplatzierungen
| ChartsChartplatzierungen       | Höchstplatzierung | Wochen |
| ------------------------------ | ----------------- | ------ |
| Vereinigte Staaten (Billboard) | 1 (18 Wo.)        | 18     |
| Vereinigtes Königreich (OCC)   | 53 (3 Wo.)        | 3      |

| ChartsJahrescharts (1990)      | Platzierung |
| ------------------------------ | ----------- |
| Vereinigte Staaten (Billboard) | 39          |

## Auszeichnungen für Musikverkäufe
| Land/Region               | Auszeichnungen für Musikverkäufe (Land/Region, Auszeichnung, Verkäufe) | Verkäufe |
| ------------------------- | ---------------------------------------------------------------------- | -------- |
| Vereinigte Staaten (RIAA) | Gold                                                                   | 500.000  |
| Insgesamt                 | 1× Gold ·                                                              | 500.000  |

## Coverversionen
- 1997: Taylor Dayne